# Christine Mohrmann
Christine Mohrmann (Groningen, 1 d'agost de 1903 – Nimega, 13 de juliol de 1988) fou una filòloga clàssica, especialitzada en el llatí cristià. Fou alumna de Joseph Schrijnen, professor de filologia clàssica i un dels fundadors de la Universitat Catòlica de Nimega (actualment Universitat Radboud de Nimega) i de l'anomenada Escola de Nimega d'estudi del llatí cristià.
Christine Mohrmann fou privatdozent a Utrecht (1937), professora a la Universitat d'Amsterdam i després a la Universitat Catòlica de Nimega (1952); hi fou la primera professora. Es jubilà el 1973.
Mohrmann feu estudis sobre la llengua de Sant Agustí, objecte de la seva tesi (Die Sondersprache in den Sermones des hl. Augustin tesi doctoral, 1932, reeditada el 1965), sobre Sant Cebrià i sobre Tertulià i en general sobre el llatí dels cristians, el llatí tardà i medieval.
Fou co-fundadora de la revista Vigiliae Christianae (1947). Els seus articles foren recollits en quatre volums, que sumen més de 1700 pàgines, amb el títol Études sur le latin des chrétiens (1958-77).

## Publicacions
- Die altchristliche Sondersprache in den Sermones des hl. Augustin tesi doctoral (1932)
- De Homerische Spraakleer ten dienste der gymnasia (1933)
- Studien zur Syntax der Briefe des hl. Cyprian en col·laboració amb J. Schrijnen (1936)
- Latin vulgaire, latin des chrétiens, latin médiéval Paris: Librairie C. Klincksieck, 1955
- Liturgical Latin: its origin and character (1957)
- The Latin of Saint Patrick: Four Lectures (1961)
- Latinitas Christianorum Primaeva (1962)
- Graecitas Christianorum Primaeva (1962)
- Etudes sur le latin des chrétiens (3, vol. 1958–77)